# Гавриленко, Максим Сергеевич
Макси́м Серге́евич Гавриле́нко (укр. Максим Сергійович Гавриленко; 18 августа 1991; Одесса, УССР) — украинский футболист, защитник.

## Игровая карьера
Воспитанник СДЮШОР «Черноморец». Первый тренер — Г. С. Бурсаков. С 2007 года играл за дубль «моряков». Летом 2010 года провёл единственный матч в составе «Черноморца» в Кубке Украины против «Динамо» (Хмельницкий), выйдя на поле в стартовом составе. Матч завершился победой одесситов со счётом 1:0. С 2012 года играл в украинских командах низших дивизионов «Десна», СКА (Одесса), ФК «Одесса» и ФК «Сумы».
Осенью 2014 года перебрался в чемпионат Молдавии, подписав двухлетнее соглашение со столичной «Дачией». В её составе в сезоне 2014/15 стал обладателем серебряных медалей чемпионата и финалистом Кубка страны.

## Достижения

### Командные
- Серебряный призёр чемпионата Молдавии: 2014/15
- Финалист Кубка Молдавии: 2014/15